# Charlotte Stewart

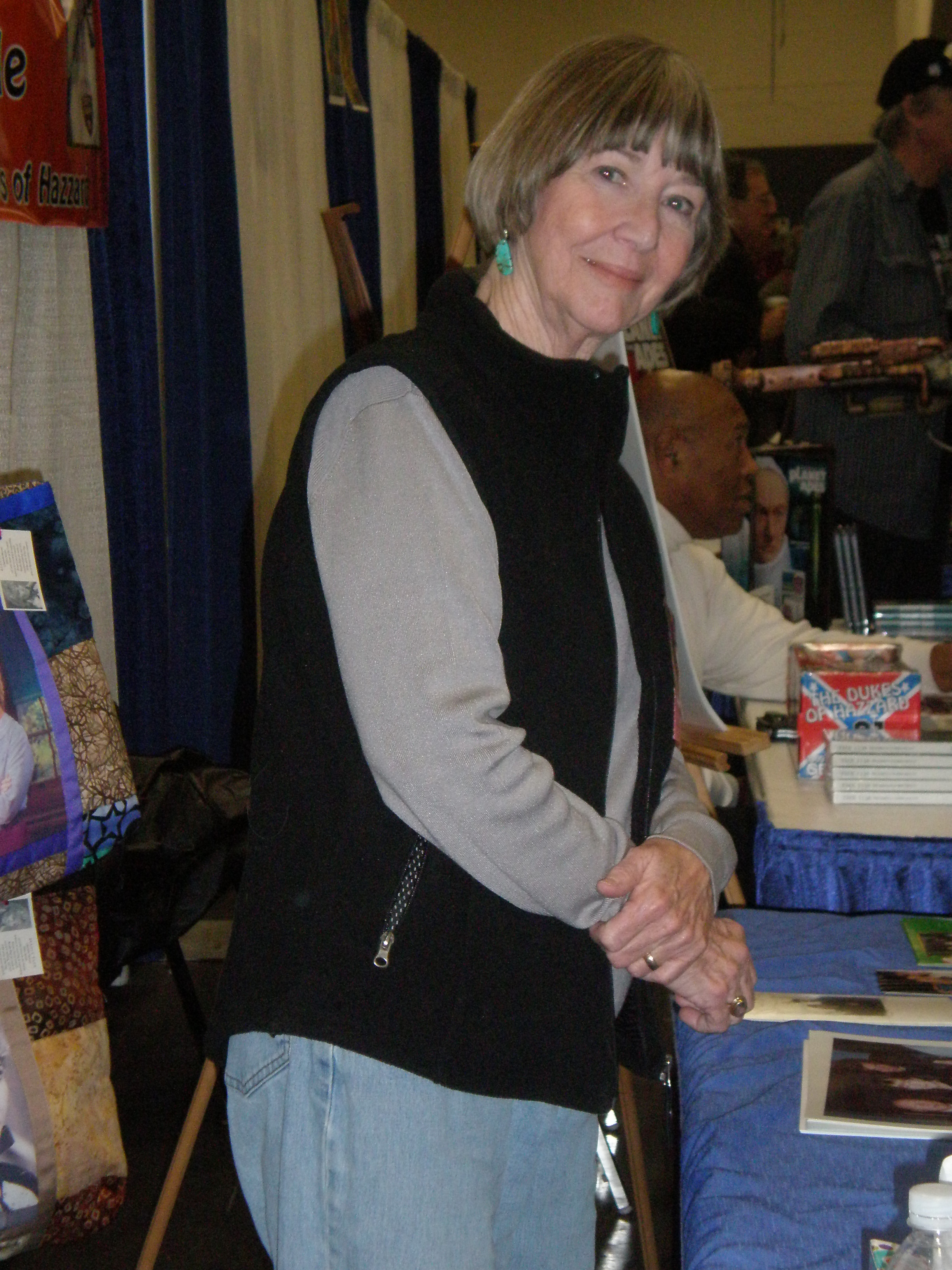
Charlotte Stewart, 2009

Charlotte Stewart (* 27. Februar 1941 in Yuba City, Kalifornien) ist eine US-amerikanische Schauspielerin.

## Leben
Während ihrer Zeit an der High School moderierte die Tochter eines Obstbauern und einer Lehrerin die Radiosendung Teen Time. In den frühen 1960er-Jahren studierte sie Schauspiel am College of Theater Arts im kalifornischen Pasadena, wo Dabbs Greer, ein Schauspielkollege aus der Familienserie Unsere kleine Farm, bereits in den 1940er Jahren unterrichtet hatte. Bereits ab 1960 kam Stewart zu ersten Rollen in amerikanischen Fernsehen, ihr Kinodebüt gab sie 1965 in Stimme am Telefon. 1968 war sie in der Rolle der Lori in dem Elvis-Presley-Film Speedway. 
Bekannt wurde die Schauspielerin einem breiteren Fernsehpublikum durch die Rolle der Lehrerin Miss Beadle in der Fernsehserie Unsere kleine Farm, die sie von 1974 bis 1978 spielte. Es war ihre erste feste Serienrolle. Während einer Staffelpause trat sie 1977 in David Lynchs kostengünstig produziertem Regiedebüt Eraserhead auf, wo sie die Rolle der Mary X übernahm, die ein Monster zur Welt bringt. Ende der 1980er-Jahre verpflichtete Lynch sie erneut, dieses Mal für die Rolle der Mrs. Betty Briggs in der Kult-Fernsehserie Twin Peaks. Während der Laufzeit von Twin Peaks übernahm Stewart auch eine Rolle in der 1990 erschienenen Horrorkomödie Tremors – Im Land der Raketenwürmer, in der sie an der Seite von Kevin Bacon spielte.
Gastrollen hatte die Schauspielerin zwischen den 1960er- und 2000er-Jahren in diversen Fernsehserien, wie beispielsweise in Hawaii Fünf-Null, Die Leute von der Shiloh Ranch, Bonanza, Mannix, Die Waltons, Rauchende Colts, Medical Center und Ein Engel auf Erden. Seit Ende der 2000er-Jahre steht sie kaum noch vor der Kamera, kehrte aber 2017 für eine Folge der dritten Staffel von Twin Peaks in ihre Rolle als Mrs. Briggs zurück. Insgesamt umfasst ihr filmisches Schaffen mehr als 75 Film- und Fernsehproduktionen.
Von 1965 bis 1972 war Stewart mit dem ehemaligen Kinderschauspieler Tim Considine verheiratet. Auf der Bühne trat sie zeitweise auch unter dem Namen Charlotte Considine auf. Von 1992 bis zu seinem Tod 2012 war sie mit David Banks, seit 2015 mit Michael Santos verheiratet. 2016 veröffentlichte sie eine Autobiografie mit dem Titel Little House in the Hollywood Hills, in der sie auch offen über Affären mit bekannten Kollegen sowie Alkohol- und Drogenproblemen wie auch einer zeitweiligen Obdachlosigkeit nach ihrer Zeit bei Unsere kleine Farm schrieb.

## Filmografie (Auswahl)
- 1960: Ihr Star: Loretta Young (Fernsehserie, 2 Folgen: The Glass Cage und These Few Years)
- 1961: Margie (Fernsehserie, Folge Hail the Conquered Hero)
- 1961–1962: Bachelor Father (Fernsehserie, 4 Folgen)
- 1961–1964: Meine drei Söhne (My Three Sons, Fernsehserie, 3 Folgen)
- 1965: Stimme am Telefon (The Slender Thread)
- 1966: Teufel der Wollust (The Girl with the Hungry Eyes)
- 1967: Doktor – Sie machen Witze! (Doctor, You’ve Got to Be Kidding!)
- 1968: Speedway
- 1968: Hawaii Fünf-Null (Hawaii Five-O, Fernsehserie, Folge …And They Paited Daisies on His Coffin)
- 1968–1974: Rauchende Colts (Gunsmoke, Fernsehserie, 3 Folgen)
- 1969, 1971: Bonanza (Fernsehserie, 2 Folgen: The Stalker und The Grand Swing)
- 1970: Die Leute von der Shiloh Ranch (The Virginian, Fernsehserie, 1 Folge)
- 1970: Geschossen wird ab Mitternacht (The Cheyenne Social Club)
- 1972: Die Waltons (The Waltons, Fernsehserie, Pilotfolge The Foundling)
- 1974–1978: Unsere kleine Farm (Little House on the Prairie, Fernsehserie, 47 Folgen)
- 1976: Barnaby Jones (Fernsehserie, 1 Folge)
- 1977: Eraserhead
- 1981: Buddy Buddy
- 1982: Human Highway
- 1984: UFOria
- 1984: Triple Trouble (Irreconcilable Differences)
- 1985: Ein Engel auf Erden (Highway to Heaven, Fernsehserie, 2 Folgen: A Song for Jason 1 + 2)
- 1986: Schatten der Leidenschaft (The Young and the Restless, Seifenoper 12 Folgen)
- 1986: Matlock (Fernsehserie, Folge Santa Claus)
- 1988: Die Reise zum Mittelpunkt der Erde (Journey to the Center of the Earth)
- 1989–1991: Twin Peaks (Fernsehserie, 7 Folgen)
- 1989–1992: Mit Herz und Scherz (Coach, Fernsehserie, 4 Folgen)
- 1990: Tremors – Im Land der Raketenwürmer (Tremors)
- 1990: Die besten Jahre (Thirtysomething, Fernsehserie, Folge Arizona)
- 1989–1991: Twin Peaks (Fernsehserie, 7 Folgen)
- 1992: Twin Peaks – Der Film (Twin Peaks: Fire Walk with Me) (Szenen geschnitten)
- 1994: Dark Angel: Tochter des Satans (Dark Angel: The Ascent)
- 1995: Beverly Hills, 90210 (Fernsehserie, Folge Courting)
- 1996: Rockford: Falsche Freunde (The Rockford Files: Friends and Foul Play, Fernsehfilm)
- 1998: Hauptsache Beverly Hills (Slums of Beverly Hills)
- 2001: Tremors 3 – Die neue Brut (Tremors 3: Back to Perfection)
- 2005: Cold Case – Kein Opfer ist je vergessen (Fernsehserie, Folge A Perfect Day)
- 2007: Das Büro (The Office, Fernsehserie, Folge The Return)
- 2009: The Inner Circle
- 2017: Twin Peaks (Twin Peaks: The Return, Fernsehserie, Folge Part 9)
- 2018: Livin’ On a Prairie (Fernsehfilm)